# Constantin Bosânceanu
Constantin Bosânceanu (n. 26 august 1966, Suceava, România – d. 31 decembrie 2020, Suceava, România) a fost un fotbalist român care a evoluat pe postul de fundaș.
Constantin Bosânceanu a decedat în ultima zi a anului 2020, la 54 de ani.